# Гординівка
Горди́нівка — село в Україні, у Долинській міській громаді Кропивницького району Кіровоградської області. Населення становить 55 осіб.

## Населення
Згідно з переписом УРСР 1989 року чисельність наявного населення села становила 70 осіб, з яких 35 чоловіків та 35 жінок.
За переписом населення України 2001 року в селі мешкало 55 осіб. 100 % населення вказало своєю рідною мовою українську мову.